# Zhouxin
Zhouxin (kinesiska: 洲心)  är ett stadsdelsdistrikt i sydöstra Kina. Det ligger i stadsdistriktet Qingcheng i staden Qingyuan i provinsen Guangdong, omkring 64 kilometer norr om provinshuvudstaden Guangzhou. Antalet invånare är 140 523. Befolkningen består av 69 164 kvinnor och 71 359 män. Barn under 15 år utgör 15,0 %, vuxna 15-64 år 76 %, och äldre över 65 år 7,0 %.